# Sphyraena forsteri
Sphyraena forsteri är en fiskart som beskrevs av Cuvier 1829. Sphyraena forsteri ingår i släktet Sphyraena och familjen Sphyraenidae. Inga underarter finns listade i Catalogue of Life.